# Saint-Martin-de-Boscherville
Saint-Martin-de-Boscherville ist ein französischer Ort und eine Gemeinde mit 1.528 Einwohnern (Stand 1. Januar 2022) im Département Seine-Maritime in der Region Normandie. Ihre restaurierte Abteikirche gilt heute als Schulbeispiel normannischer Romanik.

## Lage
Der Ort Saint-Martin-de-Boscherville liegt in einer Seine-Schleife knapp 13 km (Fahrtstrecke) westlich von Rouen in einer Höhe von 16 m. Der Ort ist Teil des Regionalen Naturparks Boucles de la Seine Normande. Das Klima ist gemäßigt und Winterfröste sind selten; Regen (ca. 655 mm/Jahr) fällt verteilt übers ganze Jahr.

## Name
In mittelalterlichen Quellen war der Ort um 1050 bis 1066 als Balchervilla als Baucheri villa oder als Bauquervilla und bis zum 15. Jahrhundert als Bauquierville bekannt. Bauquier könnte ein Vorname (Baldchar) germanischen Ursprungs sein; der Ortsname wurde als Boscher- französisiert, weil es geglaubt wurde, dass dieses erste Element die entsprechende normannische Form (boquier) des altfranzösischen Wortes (boscher) für Holzfäller war. -ville ist ein Appellativum, das früher „Bauernhof“ bedeutete.

## Bevölkerungsentwicklung
| Jahr      | 1800 | 1851 | 1901 | 1954 | 2015 |
| Einwohner | 1160 | 964  | 615  | 917  | 1506 |

Der leichte Bevölkerungsanstieg seit den 1950er Jahren ist im Wesentlichen auf die Nähe zur Großstadt Rouen zurückzuführen.

## Wirtschaft
Traditionell spielte die Viehwirtschaft (Milch, Käse, Fleisch) die wichtigste Rolle im Leben der als Selbstversorger lebenden bäuerlichen Bevölkerung; auch der Getreide- und Obstanbau (Äpfel, Pflaumen, Kirschen) waren von Bedeutung. Überschüsse konnten in Rouen vermarktet werden. Allmählich kamen auch kleine Handwerks- und Dienstleistungsbetriebe hinzu. Seit den 1970er Jahren spielt der Tourismus eine immer wichtiger werdende Rolle im Wirtschaftsleben der Gemeinde.

## Geschichte
Saint-Martin-de-Boscherville ist gallische Gründung aus dem ausgehenden 1. nachchristlichen Jahrhundert. Archäologen haben im Kreuzgang der Abtei die Fundamente eines gallo-römischen Umgangstempel ausgegraben. Im 7. Jahrhundert wurde an Stelle des heidnischen Tempels eine dem Heiligen Georg geweihte Grabkapelle errichtet. Raoul de Tancarville oder Fitz-Gerald, Kämmerer Wilhelms des Eroberers, siedelte Augustiner-Chorherren an, die nach 1114 von Benediktinermönchen abgelöst wurden. Im Jahr 1225 wurde die neue Abteikirche Abbaye Saint-Georges de Boscherville geweiht. Bei Ausgrabungsarbeiten wurde ein Abtskreuz aus Messing mit Gravuren gefunden, das aus dem 13. Jahrhundert datiert. In der Französischen Revolution wurde das Kloster aufgehoben und die Konventsgebäude größtenteils abgerissen. Erhalten blieb die Abteikirche, die zur örtlichen Pfarrkirche umfunktioniert wurde. Infolgedessen war die ältere, dem Stadtpatron Martin von Tours geweihte Pfarrkirche überflüssig geworden; sie diente noch eine Zeitlang als Salpeterlager, ehe sie abgebrochen wurde.
Am 16. Juni 1997 gab es infolge eines Seine-Hochwassers erhebliche Überschwemmungen.

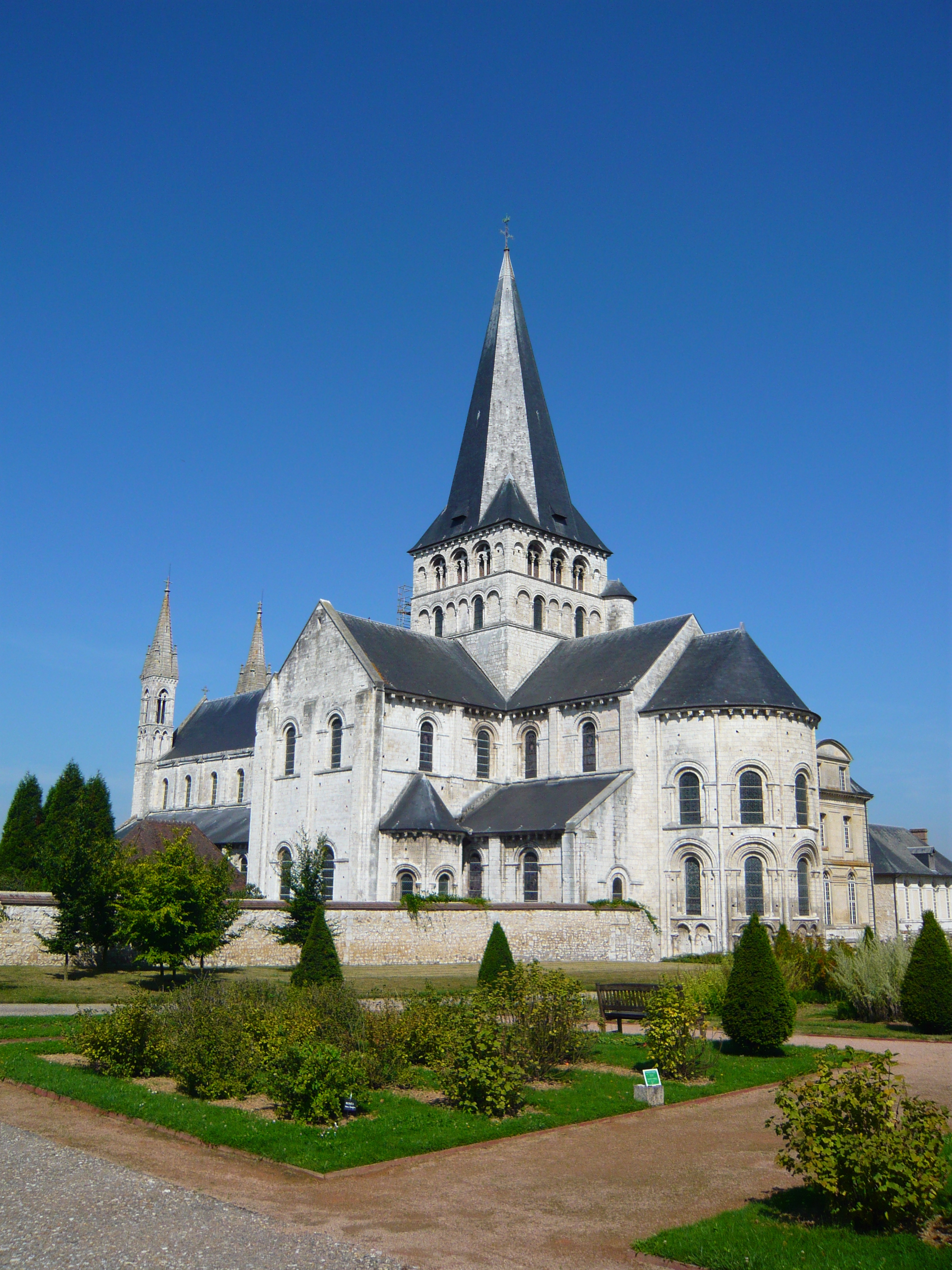
Abteikirche Saint-Georges

## Kultur und Sehenswürdigkeiten
- Die dreischiffige Abteikirche Saint-Georges ist ein gut erhaltenes Beispiel normannischer Romanik – sie verfügt über zwei zierliche Westtürme, ein reich gegliedertes und ornamentiertes Stufenportal mit seitlichen Blendarkaden (Triumphbogenschema), einen dreigeschossigen Wandaufriss mit Laufgang und abschließendem Kreuzrippengewölbe im Langhaus und im Querhaus sowie über einen hochaufragenden Laternenturm oberhalb der Vierung; lediglich die Apsis ist zweigeschossig und wird durch jeweils fünf Rundbogenfenstern belichtet. Der Skulpturenschmuck umfasst zahlreiche vegetabilische und figürliche Kapitelle; die Querhausemporen sind mit figürlichen Reliefplatten geschmückt. Die Kirche ist bereits seit dem Jahr 1840 als Monument historique anerkannt; die Aufnahme der Annexgebäude folgte einige Jahrzehnte später.[3]
- Der restaurierte Kapitelsaal aus dem 12./13. Jahrhundert überrascht mit einer außergewöhnlich reich gestalteten dreiteiligen Portalzone mit einigen Säulenfiguren und durch ein bemerkenswertes Rippengewölbe im gut 6 m breiten Innern.
- Der angrenzende Park mit Gemüsegarten ist eine Hinzufügung des 17. Jahrhunderts und wurde in den letzten Jahren des 20. Jahrhunderts rekonstruiert.

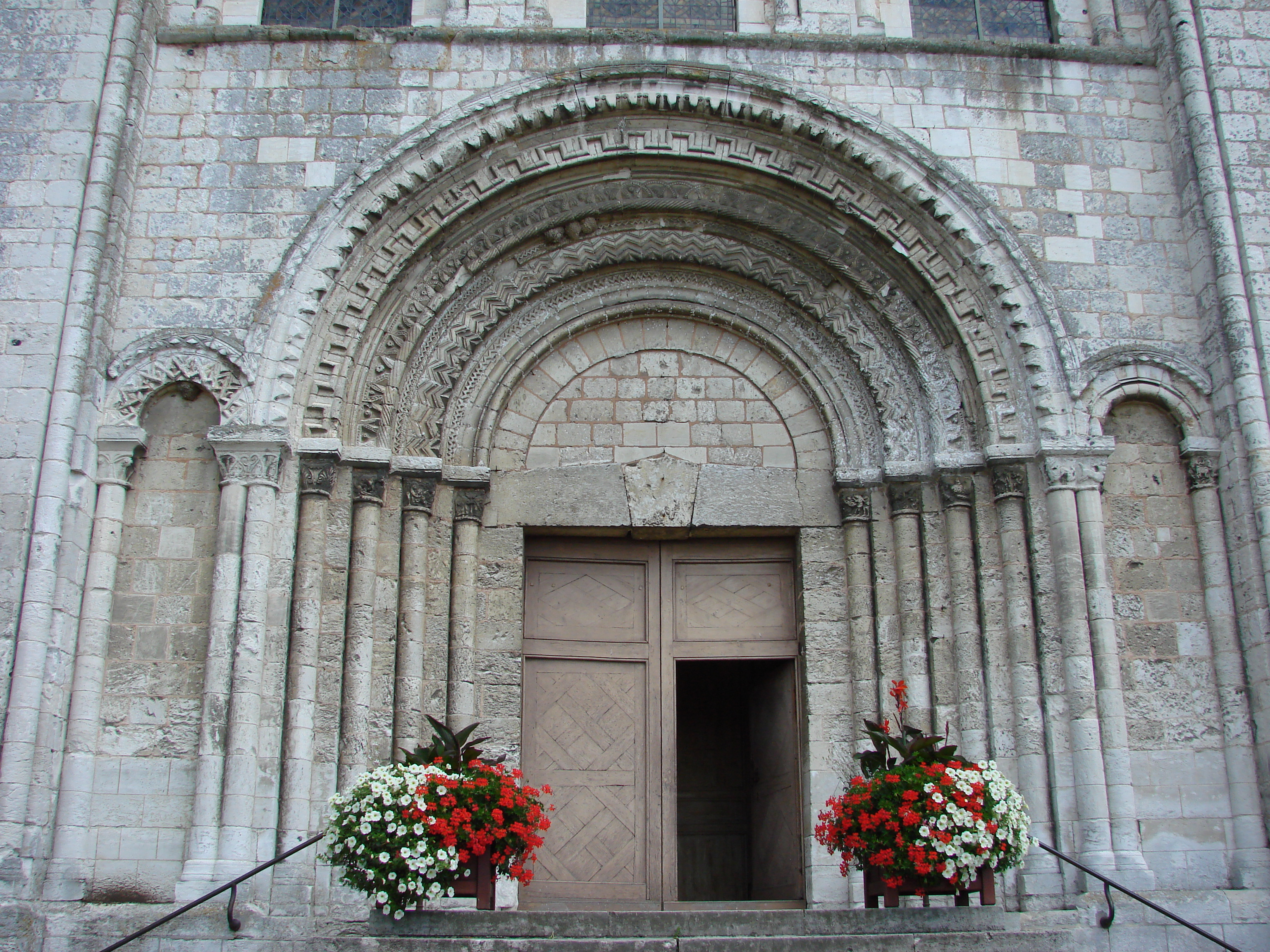
Stufenportal
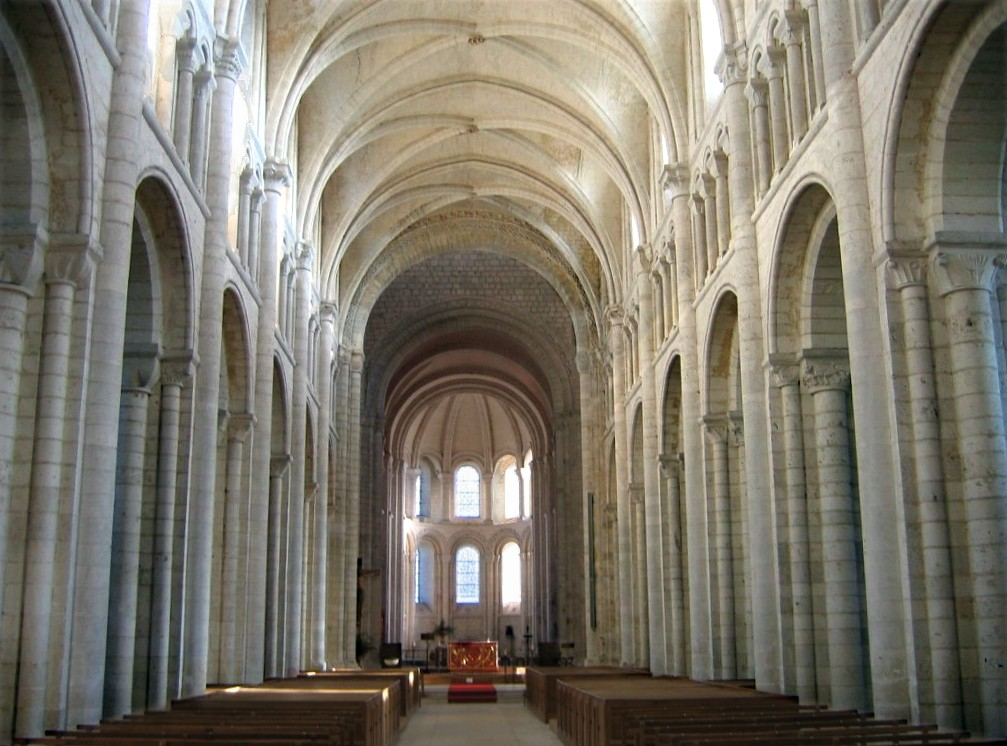
Langhaus und Apsis
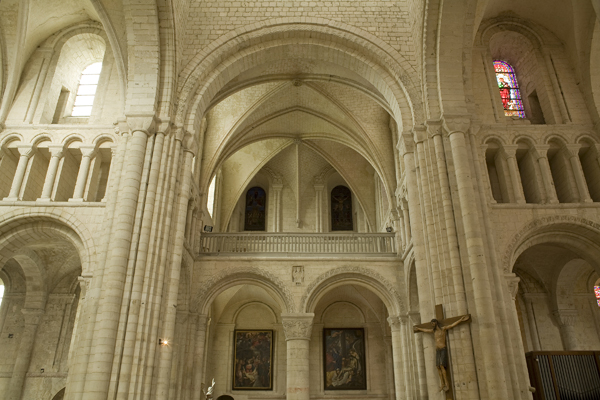
Blick ins Querhaus
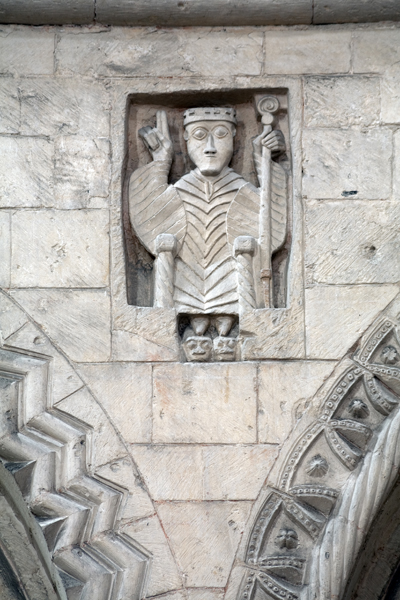
Abtsrelief im Querhaus
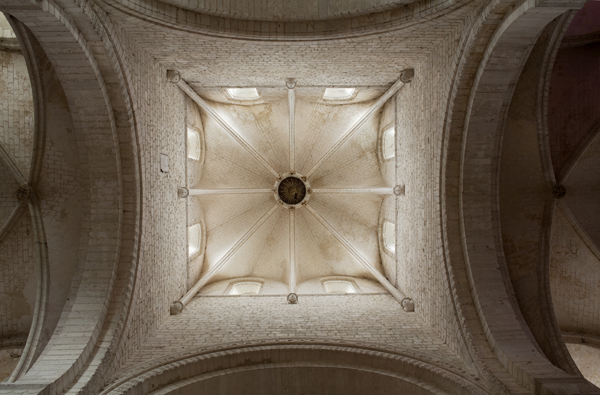
Laternenturm
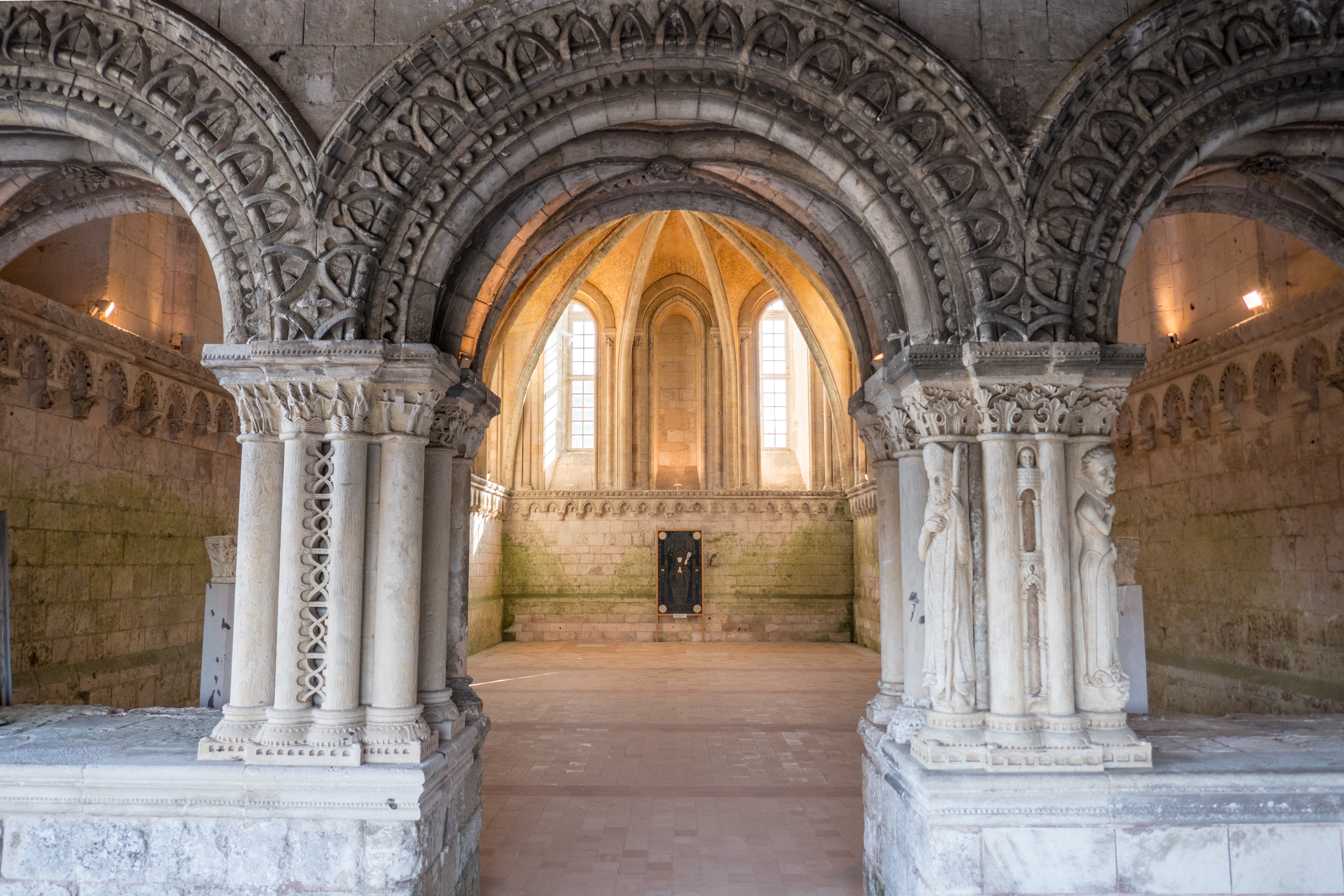
Kapitelsaal

Umgebung
- Im Weiler Genetey befindet sich ein Manoir des Templerordens aus dem 13. Jahrhundert, das allerdings im 16. Jahrhundert verändert wurde; es ist seit 1974 als Monument historique anerkannt.[4] Die in Privatbesitz befindliche Anlage ist nicht zu besichtigen. Die Kapelle Saint-Gorgon stammt aus dem 16. Jahrhundert.
- Ein Fachwerkhaus im Weiler Brécy ist seit dem Jahr 1968 ebenfalls als Monument historique anerkannt.[5]

## Persönlichkeiten
- Jean-Pierre Aumer (1774/1776–1833), Tänzer und Choreograph, verstarb in der Gemeinde
- Louis Fabulet (1862–1938), Übersetzer der Romane Rudyard Kiplings, verstarb in der Gemeinde
- Jean Lecanuet (1920–1993), französischer Politiker, wurde im Kapitelsaal der Abtei begraben
- David Hallyday (* 1966), heiratete hier am 15. September 1989 seine Verlobte Estelle Lefébure

## Partnerstadt
- Eine Städtepartnerschaft besteht mit Hurstpierpoint in Mid Sussex / England.